# Mark Snow
Pour les articles homonymes, voir Snow.
Martin Fulterman, dit Mark Snow, est un compositeur américain né le 26 août 1946 à New York (État de New York) et mort le 4 juillet 2025 à Washington (Connecticut). Il compose des musiques originales pour le cinéma et la télévision. Il est notamment célèbre pour avoir créé le thème de la série X-Files.

## Biographie
Mark Snow est le beau-frère de l'actrice Tyne Daly et de l'acteur Tim Daly.
Diplômé de la Juilliard School de New York, il a été le cofondateur du groupe The New York Rock & Roll Ensemble (en).
L'une de ses compositions les plus célèbres est le thème de la série Hooker, mais Mark Snow a également écrit pour Chris Carter les musiques de la série MillenniuM ainsi que l'arrière-plan musical de ces deux séries. Il a aussi écrit le thème de X-Files.
Il a également composé la trame sonore de nombreuses séries parmi lesquelles Smallville et Les Frères Scott ou encore Ghost Whisperer, et un thème pour la troisième saison de Starsky et Hutch. Il a également composé la musique des jeux vidéo Syphon Filter: Dark Mirror, Urban Assault et The X-Files Game.
Pour le cinéma, Mark Snow a composé la musique des quatre derniers longs métrages du réalisateur français Alain Resnais : Cœurs, Les Herbes folles, Vous n'avez encore rien vu et Aimer, boire et chanter.
Il a été nommé pour 12 Emmy Awards et a remporté 18 prix ASCAP.

## Filmographie

### Comme compositeur

#### Cinéma
- 1977 : Flush (en) d'Andrew J. Kuehn (en)
- 1978 : Skateboard (en) de George Gage
- 1981 : Les Risques de l'aventure de Stewart Raffill
- 1986 : Jake Speed d'Andrew Lane
- 1988 : The In Crowd de Mark Rosenthal (en)
- 1988 : Ernest Saves Christmas de John Cherry (en)
- 1992 : Dolly de Maria Lease
- 1994 : Playmaker (en) de Yuri Zeltser
- 1995 : Dead Badge de Douglas Barr
- 1995 : Drôle de singe de John Gray
- 1998 : X-Files : Combattre le Futur de Rob S. Bowman
- 1998 : Comportements troublants de David Nutter
- 1999 : Une locataire idéale de Joe Cacaci
- 1999 : La Tête dans le carton à chapeaux d'Antonio Banderas
- 2006 : Cœurs d'Alain Resnais
- 2008 : X-Files : Régénération de Chris Carter
- 2009 : Les Herbes folles d'Alain Resnais
- 2012 : Vous n'avez encore rien vu d'Alain Resnais
- 2014 : Aimer, boire et chanter d'Alain Resnais
- 2020 : Les Nouveaux Mutants de Josh Boone

#### Télévision

##### Séries télévisées
- 1975-1976 : The Rookies (5 épisodes)
- 1976 : Gemini Man (1 épisode)
- 1976 : Visions  (2 épisodes)
- 1977-1979 : Starsky et Hutch (15 épisodes)
- 1978-1980 : Family (en) (4 épisodes)
- 1978-1981 : Vegas (4 épisodes)
- 1979 : The Next Step Beyond (en) (3 épisodes)
- 1978-1982 : La croisière s'amuse (3 épisodes)
- 1979 : Brothers and Sisters (en) (12 épisodes)
- 1979-1981 : 240-Robert (en) (6 épisodes)
- 1979-1984 : Pour l'amour du risque (91 épisodes)
- 1980 : When the Whistle Blows (en) (1 épisode)
- 1981 : Dynastie (4 épisodes)
- 1981 : Strike Force (en) (1 épisode)
- 1981-1984 : Cagney et Lacey (5 épisodes)
- 1982 : Hooker (5 épisodes)
- 1983 : The Family Tree (en) (3 épisodes)
- 1983 : Matt Houston (1 épisode)
- 1983-1984 : Lottery! (8 épisodes)
- 1984 : Paper Dolls (11 épisodes)
- 1984-1985 : Harry Fox, le vieux renard (en) (5 épisodes)
- 1986 : Disney Parade (2 épisodes)
- 1986 : Kay O'Brien (en) (2 épisodes)
- 1986-1988 : Falcon Crest (40 épisodes)
- 1987 : Vietnam War Story (en) (2 épisodes)
- 1987 : CBS Summer Playhouse (1 épisode)
- 1988 : Aaron's Way (en) (10 épisodes)
- 1989-1990 : Pee-wee's Playhouse (4 épisodes)
- 1991 : Le Juge de la nuit (2 épisodes) (compositeur du thème principal - 52 épisodes, 1991-1993)
- 1993-2016 : X-Files : Aux frontières du réel (207 épisodes)
- 1995-1996 : L'Homme de nulle part (25 épisodes)
- 1997 : Vingt Mille Lieues sous les mers (2 épisodes)
- 1997 : Expériences interdites (1 épisode)
- 1996-1999 : Millennium (67 épisodes)
- 1999-2000 : Harsh Realm (9 épisodes)
- 2000-2001 : Bull (20 épisodes)
- 2001 : Wolf Lake (1 épisode)
- 2001 : The Lone Gunmen : Au cœur du complot (13 épisodes)
- 2001-2002 : Pasadena (13 épisodes)
- 2001-2004 : Le Protecteur
- 2002 : Haunted (12 épisodes)
- 2002-2003 : Les Anges de la nuit (13 épisodes)
- 2001-2007 : Smallville (132 épisodes)
- 2003 : La Treizième Dimension (4 épisodes)
- 2005 : Kojak (6 épisodes)
- 2003-2005 : Les Frères Scott (29 épisodes)
- 2005-2010 : Ghost Whisperer (103 épisodes)
- 2010-2016 : Blue Bloods (129 épisodes)
- 2011-2012 : Ringer (12 épisodes)

##### Téléfilms
- 1976 : L'Enfant bulle
- 1979 : The Return of the Mod Squad (en)
- 1980 : Casino (en)
- 1980 : Angel City (en)
- 1982 : Paper Dolls (en)
- 1982 : Games Mother Never Taught You
- 1983 : Packin' It In (en)
- 1983 : Malibu (en)
- 1983 : Two Kinds of Love
- 1983 : The Winter of Our Discontent (en)
- 1984 : Les secrets d'un homme marié (en)
- 1984 : Something About Amelia (en)
- 1984 : A Good Sport
- 1984 : Off Sides (Pigs vs. Freaks) (en)
- 1984 : I Married a Centerfold (en)
- 1985 : Pas mon enfant
- 1985 : Challenge of a Lifetime (en)
- 1985 : The Lady from Yesterday (en)
- 1985 : International Airport (film) (en)
- 1985 : Enquête à Beverly Hills (Beverly Hills Cowgirl Blues)
- 1985 : I Dream of Jeannie: 15 Years Later (en)
- 1986 : Le Bras armé de la loi (en)
- 1986 : Un type formidable (One Terrific Guy)
- 1986 : La Fleur ensanglantée (en)
- 1986 : Le prix de la liberté (The Girl Who Spelled Freedom)
- 1986 : La vallée de l'angoisse (Acceptable Risks)
- 1986 : Pour affaire de moeurs (News at Eleven)
- 1986 : À travers les plaines sauvages (Louis L'Amour's Down the Long Hills)
- 1987 : Étalage public (Warm Hearts, Cold Feet)
- 1987 : Le casse du troisième âge (Pals)
- 1987 : Murder by the Book
- 1987 : Still Crazy Like a Fox (en)
- 1987 : Crack : la course à la mort (en)
- 1987 : The Saint in Manhattan
- 1987 : Ces enfants-là (Kids Like These)
- 1987 : Le vagabond de Noël (en)
- 1987 : Fort comme l'amour (en)
- 1987 : Vacances romaines (en) (remake)
- 1988 : Un quartier d'enfer
- 1988 : Le retour du docteur Casey (The Return of Ben Casey)
- 1988 : Le Prix de la vérité
- 1988 : Strip-tease fatal (en)
- 1988 : Désastre à la centrale 7 (en)
- 1989 : Vivre sans elle (en)
- 1989 : 58 heures d'angoisse
- 1989 : Stuck with Each Other
- 1989 : Le Crime oublié (Settle the Score)
- 1990 : Panique en plein ciel
- 1990 : The Girl Who Came Between Them
- 1990 : Follow Your Heart
- 1990 : Un weekend mouvementé (en)
- 1990 : Dead Reckoning (en)
- 1990 : Le Secret des deux orphelins (en)
- 1990 : Le dernier des Capone (cy)
- 1990 : La course au pouvoir (en)
- 1990 : Descente vers l'enfer (en)
- 1990 : Un flic à abattre (In the Line of Duty: A Cop for the Killing)
- 1991 : La Cicatrice de la honte (The Marla Hanson Story)
- 1991 : Aftermath: A Test of Love
- 1991 : Meurtre entre chiens et loup (cy)
- 1991 : La Nuit du mensonge (Living a Lie)
- 1991 : L'affaire Kate Willis (The Rape of Doctor Willis)
- 1991 : Wife, Mother, Murderer (en)
- 1991 : La Loi de la mafia (Dead and Alive: The Race for Gus Farace) (it)
- 1992 : La Guerre des mamies (cy)
- 1992 : Jusqu'à ce que la mort nous sépare (en)
- 1992 : Highway Heartbreaker (en)
- 1992 : Le forcené de l'hôpital (Deliver Them from Evil: The Taking of Alta View)
- 1992 : Street War (en)
- 1992 : Un don pour tuer (en)
- 1992 : Jalousie criminelle
- 1992 : An American Story
- 1993 : Manipulation meurtrière (en)
- 1993 : The Disappearance of Nora (en)
- 1993 : L'Homme aux trois femmes (The Man with Three Wives)
- 1993 : Les rues de Los Angeles (en)
- 1993 : Pauvre Emily (en)
- 1993 : In the Line of Duty: Ambush in Waco (en)
- 1993 : Innocentes Victimes
- 1993 : Coupable d'ignorance (en)
- 1994 : Murder Between Friends (en)
- 1994 : Liaison trouble (en) de Scott McGinnis
- 1994 : Le Prix de la vengeance
- 1994 : Witness to the Execution (en)
- 1994 : La Dernière Chance d'Annie
- 1994 : Oldest Living Confederate Widow Tells All (en)
- 1994 : Illusions blessées (en)
- 1994 : Un cœur pour vivre (Heart of a Child)
- 1994 : L'Homme aux deux épouses
- 1994 : Moment of Truth 7 : Caught in the Crossfire (en)
- 1994 : Le Lit du diable (en)
- 1995 : Accusée d'amour (Trial by Fire)
- 1995 : Des hommes de devoir (In the Line of Duty: Hunt for Justice)
- 1995 : Texas Justice
- 1995 : La Croisée des destins (en)
- 1995 : Un étrange visiteur (A Stranger in Town)
- 1995 : Moment of Truth 10 : The Other Mother (en)
- 1995 : Désir défendu (en)
- 1995 : Aux portes de l'enfer (en)
- 1995 : Condamnée au silence (cy)
- 1995 : Danielle Steel : Naissances
- 1996 : Colère froide (Conundrum)
- 1996 : Aux frontières du réel : le dossier secret (The X-Files: The Unopened File)
- 1996 : Pompiers d'élite (Smoke Jumpers)
- 1996 : Projet Alf
- 1996 : Ma fille, ma rivale (en)
- 1996 : Péchés oubliés (en)
- 1996 : Special Report: Journey to Mars
- 1996 : Summer of Fear (en)
- 1996 : Secrets of the X Files, Part 2
- 1996 : A Loss of Innocence (en)
- 1997 : Intimidations (Payback)
- 1997 : Une mère au-dessus de tout soupçon (en)
- 1997 : Puzzle criminel
- 1997 : Assurance Paradis (en)
- 1997 : Traits pour traits (en)
- 1998 : Inside the X Files
- 1998 : The Day Lincoln Was Shot (en)
- 1998 : Mr. Murder (en)
- 1999 : Le Tourbillon des souvenirs
- 1999 : Un don surnaturel
- 2000 : In the Name of the People
- 2000 : Code Name Phoenix (en)
- 2000 : Le Mari d'une autre (en)
- 2000 : Arabesque : Le pacte de l'écrivain (Murder, She Wrote: A Story to Die For)
- 2000 : Dirty Pictures (en)
- 2000 : Le Secret du vol 353 (Sole Survivor)
- 2001 : Wolf Lake
- 2001 : For Love of Olivia
- 2002 : The Truth (The X-Files) (en)
- 2003 : Ultime pouvoir (en)
- 2003 : Le sniper de Washington: 23 jours d'angoisse (en)
- 2004 : À la dérive (en)
- 2004 : La Folie de Charles Manson
- 2004 : Chasing the Dragon: Academy Group Inc. (vidéo)
- 2004 : Bereft
- 2005 : En détresse

### Comme acteur
- 2001 : Le Prix de la perfection (Dying to Dance) (téléfilm) : Adam